# Glyn Moody
Glyn Moody és un llicenciat en matemàtiques per la Universitat de Cambridge que exerceix d'escriptor de tecnologia. És conegut sobretot pel seu llibre Codi Rebel. La història del Linux i de la revolució del programari lliure (2001). Treballa a Londres i els seus escrits han aparegut a Wired, Computer Weekly, LinuxJournal, The Guardian, Daily Telegraph, New Scientist, The Economist i a The Financial Times, entre d'altres. El 2009, una crítica al seu bloc (The Shame in Spain) contra la política de programari per a l'educació del govern de José Luis Rodríguez Zapatero aparegué a LinuxToday.

## Codi Rebel. La història del Linux i de la revolució del programari lliure
Codi Rebel. La història del Linux i de la revolució del programari lliure (Rebel Code: Linux and the Open Source Revolution) és una obra de Glyn Moody del 2001 que explica la història del programari lliure i en el que s'hi descriu l'evolució i la importància del moviment del programari lliure i de codi obert. El llibre fou traduït al català el 2007 per Publicacions de la Universitat de València. La traducció anà a càrrec d'Aitana Guia i Ivanno Stocco. El mateix autor es va implicar en la traducció al català del llibre, ja que pot llegir el català i fins i tot aclarí un dubte en una crítica apareguda en un bloc català.

## Altres obres[15]
- Digital Code of Life: How Bioinformatics is Revolutionizing Science, Medicine, and Business (2004) ISBN 0471327883[16]
- The Internet with Windows (1996) ISBN 0750697040